# Glypta contrasta
Glypta contrasta là một loài tò vò trong họ Ichneumonidae.